# (321) Florentina
(321) Florentina es un asteroide perteneciente al cinturón de asteroides descubierto el 15 de octubre de 1891 por Johann Palisa desde el observatorio de Viena, Austria.
Está nombrado por Florentine Palisa, hija del descubridor.
Forma parte de la familia asteroidal de Coronis.